# Enrique XIV de Reuss-Untergreiz
Enrique XIV de Reuss-Greiz-Kranichfeld (en alemán: Heinrich XIV/XV Reuss, Herr zu Greiz-Kranichfeld; c. 1506 - 22 de marzo de 1572, Greiz, Turingia) fue un miembro  de la familia Reuss, más concretamente de la línea mayor de Reuss. Fue señor de Untergreiz (1564-1572) y Ober-Kranichfeld (1566-1572).

## Biografía
Era hijo de Enrique XIII de Reuss-Greiz († 1535) y de su primera esposa Dorotea de Colditz († antes de 1523), hija de Timo X de Billin-Graupen, Vogt de Oberlausitz († después de 1508) y Margarita de Wartenberg († después de 1521). Su padre, Enrique XIII, se casó por segunda vez c. 1521 con Amalia de Mansfeld-Vorderort (1506-1554).
En 1564 por herencia, el territorio de Reuss fue dividido en los señoríos de Untergreiz (línea mayor), Obergreiz (línea media) y Gera (línea joven). En 1596 el dominio de Schleiz se extendió más hacia la línea media.

## Matrimonio y descendencia
Enrique XIV de Reuss zu Greiz-Kranichfeld se casó c. 1524 (o el 10 de enero de 1533) con Bárbara de Mech (1507-1580), hija de Jorge de Mech, señor de Schönfeld y Plon (c. 1475-1534) y Katharina von Tetau (c. 1480). Tuvieron los siguientes hijos: 
- Catalina de Reuss-Plauen
- Bárbara de Reuss-Plauen (d.19 de enero de 1580)
- Inés de Reuss-Plauen (1525 - 18 de septiembre de 1608)
- María de Reuss-Plauen (1526 - 13 de enero de 1619)
- Sabina de Reuss-Plauen (1532 - 14 de junio de 1619), se casó en Greiz el 1 de marzo de 1568 con el conde Federico II de Schwarzenberg-Hohenlandsberg (28 de abril de 1540-19 de enero de 1570)
- Ana de Reuss-Plauen (1540-6 de octubre de 1616)
- Enrique I de Reuss-Greiz (1542-20 de febrero de 1572)
- Enrique II de Reuss-Burgk (12 de diciembre de 1543-24 de mayo de 1608, Burgk), señor de Lobenstein (1577-85), de Kranichfeld (1577-86), de Schleiz y Untergreiz I (1596-98), se casó en primeras nupcias, en Öttingen el 21 de septiembre de 1573, con la condesa Judith de Oettingen-Oettingen (3 de octubre de 1544 - 4 de noviembre de 1600); tras su fallecimiento se casó por segunda vez en Burgk el 7 de noviembre de 1601 con la condesa Ana de Mansfeld (1563 - 21 de diciembre de 1636)
- Dorotea de Reuss-Plauen (1546 - 23 de diciembre de 1564)
- Enrique III de Reuss-Burgk (1546-entre el 14 de marzo de 1581 y el 22 de agosto de 1592)
- Enrique IV de Reuss-Burgk (1548-entre el 29 de junio de 1572 y el 27 de febrero de 1573)
- Enrique V de Reuss-Untergreiz (4 de noviembre de 1549, Zwickau - 9 de octubre de 1604, Greiz), Señor de Greiz y Untergreiz (1583-1603), Lobenstein (1577-1585), Kranichfeld (1577-1586), casado el 25 de noviembre de 1583 en Waldenburg con María de Schönburg-Waldenburg (29 de agosto de 1565 - 9/19 de marzo de 1628), hija de Hugo I de Schönburg-Glauchau (1530-1566) y de la condesa Ana de Gleichen-Rembda (1532-1570)

## Nota
1. ↑  En otras fuentes puede aparecer como Enrique XV, Enrique I, Enrique I de Untergreiz o Enrique XIV/I Reuss zu Greiz-Kranichfeld